# Regió Inka

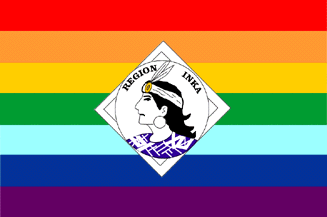
Bandera regional

La regió Inka fou una de les regions polítiques del Perú formada el 1987, durant el procés de la Primera iniciativa de Regionalització (1987-1992), sota el govern del president Alan Garcia Perez, i centrada a Cusco. Es va dissoldre l'abril de 1992. Els seus símbols (la bandera de l'arc de Sant Martí) foren adoptats per la regió de Cusco, antic departament de Cusco.
Estava formada per les províncies dels actuals departaments de Cusco, Apurímac i Madre de Dios.